# VR-Yhtymä
VR-Yhtymä Oy oder VR-Group Ab (abgekürzt VR) ist ein aus der finnischen Staatseisenbahn hervorgegangener Logistikkonzern. Neben dem Bahnverkehr betreiben die zu ihm gehörenden Tochtergesellschaften u. a. auch Bus- und LKW-Verkehr.
In ihrer heutigen Form ist die VR eine Aktiengesellschaft, deren Aktien vollständig in staatlichem Besitz sind. Die Aktiengesellschaft wurde 1995 gegründet, als die 1862 gegründete Staatsbahn Suomen Valtion Rautatiet (SVR) („Finnische Staatseisenbahnen“) und 1922 in Valtionrautatiet umbenannte Gesellschaft in zwei Teile aufgespalten wurde. VR übernahm die Fahrzeuge, während die Bahnanlagen an die neugegründete Bahnverwaltungszentrale (Ratahallintokeskus, Banförvaltningscentralen) fielen. Die Bahnverwaltungszentrale wurde 2010 in die Verkehrsbehörde (Liikennevirasto, Trafikverket) eingegliedert.
Abgesehen von einigen kleineren Museumsbahnen und dem Verkehrsbetrieb der Stadt Helsinki, der in der Hauptstadt eine U-Bahn und das dortige Straßenbahnnetz betreibt, war VR lange die einzige Bahngesellschaft in Finnland. Allerdings wurde der Schienengüterverkehr bereits 2007 für den Wettbewerb freigegeben, und auch für den Schienenpersonenverkehr ist dasselbe geplant. Als erster privater Konkurrent von VR im Schienengüterverkehr hat Fenniarail 2016 den Betrieb aufgenommen. Der Schienennahverkehr in der Region Helsinki wird von VR betrieben, Aufgabenträger ist der regionale Verkehrsverbund HSL. Die neueren Züge gehören nicht VR, sondern der 2004 gegründeten Firma Pääkaupunkiseudun Junakalusto.

## Geschichte
Der Name VR geht auf das finnische Akronym Valtionrautatiet für die finnischen Staatsbahnen zurück. Seit der Gründung der Aktiengesellschaft 1995 existiert diese Bedeutung nur noch informell, und die ursprüngliche Abkürzung wurde zu einem Eigennamen.
Der Eisenbahnbau begann in Finnland im europäischen Vergleich spät. Die erste Strecke wurde am 31. Januar 1862 zwischen Helsinki und Hämeenlinna eröffnet und von Anfang an von der SVR betrieben. 1870 wurde eine Verbindung nach St. Petersburg fertiggestellt und damit die als vorrangig eingestufte Verbindung zur Hauptstadt des russischen Kaiserreiches. Finnland war Teil des Zarenreiches und deshalb wurden von Anfang an die Gleise in russischer Breitspur (1524 Millimeter) verlegt. In der Sowjetunion wurde die Nennspurweite auf 1520 Millimeter verringert. Bereits 1959 erwog auch die Suomen Valtionrautatiet (SV) die Verringerung der Spurweite, was aber nie ausgeführt wurde.
Am 22. Juni 1876 wurde die Strecke Helsinki–Hämeenlinna über Toijala nach Tampere verlängert. Gleichzeitig wurde ein Abzweig von Toijala nach Turku eröffnet. Damit waren die drei wichtigsten Städte des Landes miteinander verbunden. 1878 folgte eine Verbindung von Tampere über Haapamäki und Seinäjoki nach Vaasa, und sechs Jahre später war Oulu von Seinäjoki aus angeschlossen. 1909 wurde schließlich die lappländische Hauptstadt Rovaniemi erreicht.
Der Bahnbau setzte sich noch weit bis in das 20. Jahrhundert fort. Wichtige Abschnitte, wie die 1970 eröffnete Strecke Parkano–Seinäjoki, die die Verbindung von Südfinnland in den Norden erheblich verkürzte, konnten erst in den 1960er und 1970er Jahren eröffnet werden.
1968 begann ein umfangreiches Elektrifizierungsprogramm mit einer Spannung von 25 kV 50 Hz. Ein Jahr später wurde der erste elektrische Abschnitt zwischen Helsinki und Kirkkonummi in Betrieb genommen.
2012 feierte die finnische Eisenbahn ihr 150-jähriges Jubiläum.
Am 6. April 2022 haben die VR beschlossen, im Hinblick auf den Angriffskrieg Russlands gegen die Ukraine geordnet, aber schnellstmöglich, den Schienengüterverkehr mit Russland einzustellen. Eine weitere Konsequenz war der Beitritt von Finnland zur NATO und daraus erneut aufkommende Überlegungen, das finnische Eisenbahnnetz – zumindest zum Teil – aus militärstrategischen Gründen auf die europäische Normalspur umzuspuren.
2022 übernahm VR-Yhtymä die Tochter der Deutschen Bahn Arriva Sverige, die in Schweden Bus- und Bahnverkehr betreibt und bezeichnet diese nun als VR Sverige.

## Struktur
VR-Yhtymä war in drei Geschäftsfelder unterteilt: VR Passenger Service, VR FleetCare und VR Transpoint.
Zum Geschäftsfeld VR Passenger Service gehören folgende Tochterunternehmen. Oy Pohjolan Liikenne Ab betreibt Buslinienverkehr in der Region Helsinki und bis 2019 Reisebusverkehr landesweit. Avecra Oy betreibt Kioske und Gastronomie auf Bahnhöfen und in Zügen. VR Sverige AB und seine Beteiligungen betreiben Personenverkehr in Schweden. Die 2021 gegründete VR Norge AB wird sich an Ausschreibungen über Verkehrsleistungen beteiligen und hatte 2022 noch keine Geschäftsaktivitäten.
Das Geschäftsfeld VR FleetCare besteht aus der VR Kunnossapito Oy und hält Schienenfahrzeuge instand. Dazu stehen Abstellbahnhöfe und Werkstätten in Helsinki, Tampere, Kouvola, Joensuu, Kokkola, Oulu und Pieksämäki zur Verfügung.
Das Geschäftsfeld VR Transpoint ist für Güterkraftverkehr und Schienengüterverkehr zuständig. Neben zwei 50-%-Beteiligungen gehört auch die SeaRail Oy, die Logistikdienste für eine Papiermühle in Tampere leistet.
VR-Yhtymä verfügt über weitere Tochterunternehmen und Beteiligungen.
Mit Wirkung vom 1. Januar 2023 wurde diese bisherige Struktur geändert:
- Der bisherige Bereich VR Passenger Service wurde in VR Kaukoliikenne[11] (Fernverkehr) und VR Kaupunkiliikenne[12] (Nahverkehr) aufgeteilt. VR Kaukoliikenne betreibt den Personenfernverkehr in Finnland und mit Avecra Oy den Restaurantservice in Bahnhöfen und Zügen. VR Kaupunkiliikenne umfasst VR Sverige in Schweden, den Personennahverkehr von VR in Finnland, Oy Pohjolan Liikenne Ab (Busnahverkehr von VR) und Tampereen Ratikka (Straßenbahn Tampere).[13]
- VR FleetCare ist weiter für die Wartung der Fahrzeuge in Finnland zuständig. Hauptausbesserungen werden in den Ausbesserungswerken Helsinki–Ilmala (Reisezugwagen und Elektrolokomotiven) und Pieksämäki (Güterwagen, Diesellokomotiven und Bahndienstfahrzeuge) durchgeführt.[14] Ferner werden Komponentenwartung, Flottenmodernisierung und Wagenbau sowie digitale Produkte für europäische Kunden angeboten.[15][16]
- VR Transpoint behält den bisherigen Geschäftsbereich und bietet geeignete Güterwagen für den Schienen- und Fahrzeuge für den Straßentransport sowie Wechselaufbauten und Geräte zur Beladung wie Kräne oder Gabelstapler an.[17]

## Gegenwart

Netzkarte
grün: Personen- und Güterverkehr,
braun: nur Güterverkehr

### Bedeutung

Höchstgeschwindigkeiten im finnischen Bahnnetz

In den letzten 30 Jahren sank in Finnland wie in den meisten anderen europäischen Ländern der Marktanteil des Schienenpersonenverkehrs. 1996 teilten sich die finnischen Verkehrsträger den Personenverkehr wie folgt:
- 79,4 % Kfz-Verkehr
- 12,6 % Busverkehr
- 05,2 % Eisenbahn (VR)
- 01,2 % Flugzeuge

In absoluten Zahlen ist der Schienenpersonenverkehr hingegen gestiegen. Allein 1996 stiegen die Personenkilometer um 2,2 % (nach leichten Einbrüchen während der Wirtschaftskrise Anfang der 1990er Jahre). Der Güterverkehr hat sich zwischen 1960 und 1998 besonders positiv entwickelt. Trotz der Wirtschaftskrise weisen die Gütertransportzahlen zwischen 1990 und 1995 offensichtlich keinen Einbruch auf. Entwicklung des Verkehrsaufkommens:
| Jahr | Personen Mrd. Personenkilometer | Güter Mrd. Nettotonnenkilometern |
| ---- | ------------------------------- | -------------------------------- |
| 1960 | 2,3                             | 4,9                              |
| 1970 | 2,2                             | 6,3                              |
| 1980 | 3,2                             | 8,3                              |
| 1982 | 3,3                             | 8,0                              |
| 1983 | 3,3                             | 8,1                              |
| 1990 | 3,3                             | 8,4                              |
| 1995 | 3,2                             | 9,3                              |
| 1998 | 3,4                             | 9,9                              |

### Streckennetz
1996 war das Streckennetz der RHK (Ratahallintokeskus, „Zentrale Bahnverwaltung“) 5660 km lang. Davon waren 37 %, also 2073 km, elektrifiziert. Elektrische Züge leisteten 65 % des Gesamtverkehrs. Inzwischen wurden weitere Strecken elektrifiziert, unter anderem Oulu–Rovaniemi sowie 2006 die Strecken Iisalmi–Kontiomäki–Oulu und Kontiomäki–Vartius.
Seit 1982, als das Netz noch 6041 km umfasste, wurden 381 km stillgelegt.
Das Netz ist überwiegend eingleisig (91,5 %). In der Region Helsinki wurden auf stark befahrenen Strecken eigene Gleise für den Schienennahverkehr gebaut.
Ende 2018 betrug das Streckennetz 5926 Kilometer, davon 3330 Kilometer elektrifizierte Strecken. 5234 Kilometer sind einspurig, 692 km sind doppel- oder mehrspurige Schienenwege. Für den größten Teil des Schienennetzes beträgt die maximal zulässige Achslast 22,5 Tonnen. In bestimmten Teilen des Schienennetzes ist auch eine Achslast von 25 Tonnen zulässig. Die Höchstgeschwindigkeit für Personenzüge beträgt 220 km/h, für Güterzüge 120 km/h.
Die Haupt- und Nebenstrecken des staatlichen Eisenbahnnetzes haben etwa 2600 Bahnübergänge. Diese befinden sich hauptsächlich auf Nebenstrecken. Die gesamte Strecke von Helsinki nach Oulu ist frei von Bahnübergängen.

### Fahrzeiten und Geschwindigkeiten
Die Höchstgeschwindigkeit für konventionelle Züge beträgt 160 km/h. Da bei der VR jedoch Züge, die schneller als 140 km/h sind, mit einem zusätzlichen Lokführer versehen werden müssen, fahren sie diese Geschwindigkeit nur, um eventuelle Verspätungen aufzuholen. Für 160 km/h waren 2003 die Abschnitte (Helsinki–) Kerava–Tampere–Seinäjoki und (Helsinki–) Espoo–Karjaa–Salo–Turku zugelassen.
Die Pendolinozüge bilden eine Ausnahme: Sie dürfen zwischen Kerava und Tampere sowie zwischen Karjaa und Salo 200 km/h, zwischen Espoo und Karjaa sowie zwischen Salo und Turku 180 km/h fahren.
Am 3. September 2006 wurde die Neubaustrecke Kerava–Lahti eröffnet. Dadurch verkürzten sich die Reisezeiten zwischen Helsinki und den östlicheren Regionen Finnlands sowie nach Russland deutlich.
| Fahrziel von Helsinki aus            | Reisezeit | Früher (1991) | 2007  | Durchschnittsgeschw. | Zugtyp                    |
| ------------------------------------ | --------- | ------------- | ----- | -------------------- | ------------------------- |
| Hämeenlinna (108 km)                 | 0:54      | 1:01          | 1:03  | 120,0 km/h           | Pendolino                 |
| Joensuu (508 km)                     | 5:11      | 4:34          | 4:17  | 98,0 km/h            | Pendolino                 |
| Jyväskylä (342 km)                   | 3:00      | 3:26          | 2:51  | 114,0 km/h           | Pendolino                 |
| Kajaani (767 km)                     | 7:02      |               | 5:33  | 109,1 km/h           | Pendolino und Schnellzug  |
| Kotka (243 km)                       | 2:45      | 2:24          | 2:18  | 88,4 km/h            | InterCity und Regionalzug |
| Kouvola (192 km)                     | 1:56      | –             | 1:23  | 99,3 km/h            | InterCity                 |
| Kuopio (511 km)                      | 4:45      | 4:08          | 3:52  | 107,6 km/h           | Pendolino                 |
| Lahti (130 km)                       | 1:21      | 1:14          | 0:48  | 96,3 km/h            | InterCity                 |
| Lappeenranta (278 km)                | 2:42      | 2:30          | 2:09  | 103,0 km/h           | InterCity                 |
| Mikkeli (305 km)                     | 3:13      | 2:45          | 2:23  | 94,8 km/h            | InterCity                 |
| Moskau (Leningradski) (1117 km)      | 13:28     | –             | 13:08 | 82,9 km/h            | Schnellzug                |
| Oulu (680 km)                        | 5:44      | 6:00          | 5:43  | 118,6 km/h           | Pendolino                 |
| Sankt Petersburg (Ladožski) (456 km) | 5:41      | –             | 5:21  | 80,2 km/h            | Schnellzug                |
| Pori (322 km)                        | 3:00      | 3:16          | 3:02  | 107,3 km/h           | Pendolino und Regionalzug |
| Rovaniemi (900 km)                   | 9:51      | –             | 9:22  | 91,4 km/h            | InterCity                 |
| Seinäjoki (346 km)                   | 2:42      | –             | 2:39  | 128,1 km/h           | Pendolino                 |
| Tampere (187 km)                     | 1:27      | 1:40          | 1:23  | 129,0 km/h           | Pendolino                 |
| Turku (194 km)                       | 1:44      | 1:59          | 1:44  | 111,9 km/h           | Pendolino                 |
| Vaasa (420 km)                       | 3:42      | 4:15          | 3:44  | 113,5 km/h           | Pendolino und Regionalzug |

Hersteller des Pendolinos ist Alstom. Die finnische Transtech liefert Doppelstock-Personenwagen für den Intercity-Verkehr, Doppelstock-Schlafwagen und doppelstöckige Autotransportwagen.

## Neue Entwicklungen

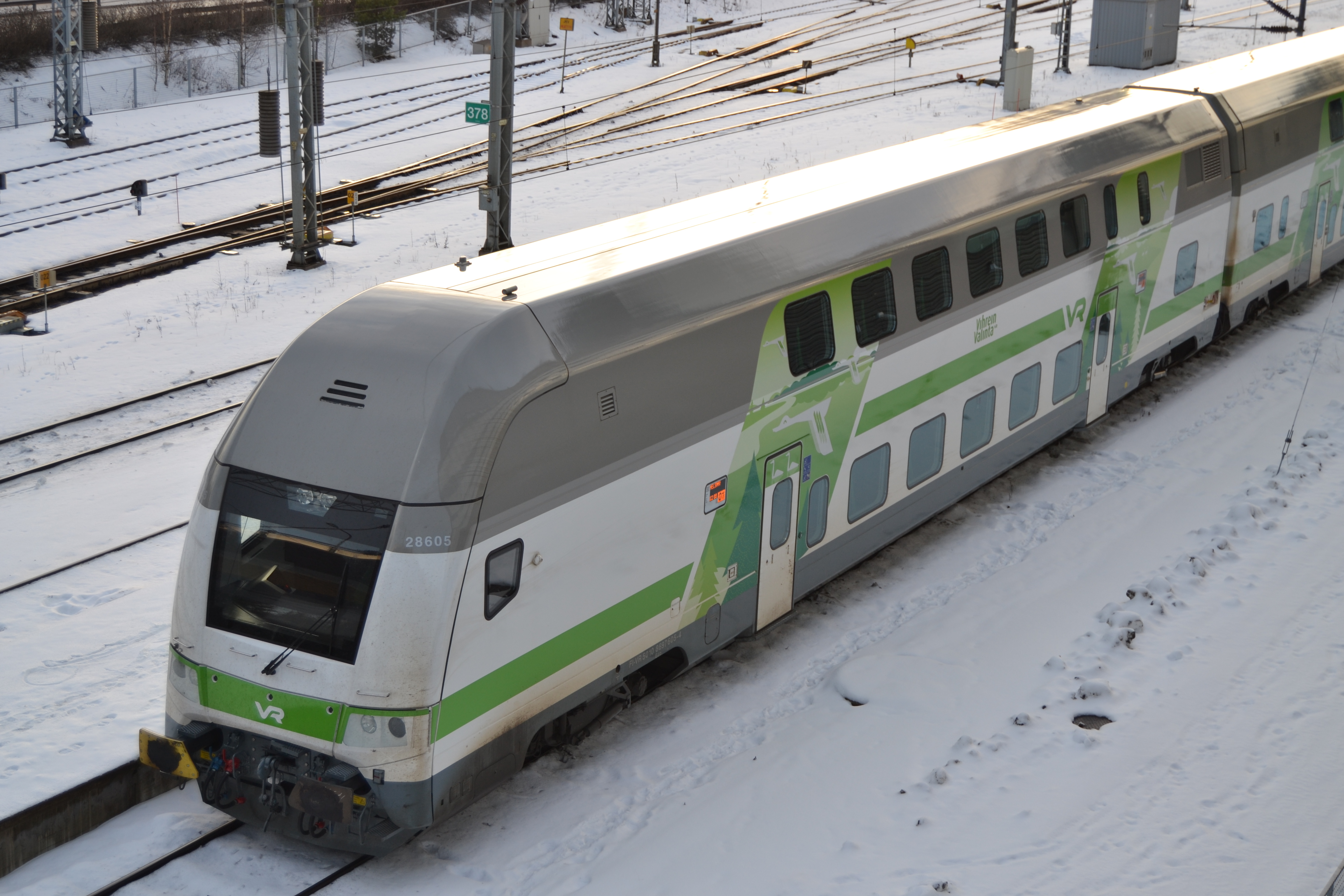
Doppelstock-Intercity

Die im September 2006 eröffnete Neubaustrecke Kerava–Lahti dient dem Hochgeschwindigkeitsverkehr zwischen Helsinki und St. Petersburg. Dieser wird von der finnischen und der russischen Staatseisenbahn gemeinsam unter dem Markennamen Allegro durch eine neue Generation von Triebfahrzeugen des Typs Pendolino durchgeführt. Die im grenzüberschreitenden Verkehr eingesetzten Züge der Baureihe Sm6 sind die Zweisystemvariante der Baureihe Sm 3.

## Triebfahrzeuge

### Dampflokomotiven
Die VR setzte unter anderem folgende Typen von Dampflokomotiven ein:
- A1 – für die ersten VR-Strecke beschaffte Maschinen
- A4 – Lokomotiven der Anfangszeit mit der Achsfolge 2'B, mit der Hangon rautatie übernommen.
- H1/H2 (später als Hk1 zusammengefasst)
- H8 – Mehrzwecklokomotive mit der Achsfolge 2'C.
- K5 / Tk3 - Leichte Mehrzwecklokomotive mit der Achsfolge 1'D von 1927 bis 1975 im Einsatz.
- Hr1 – Schnellzuglokomotiven der Bauart 2'C1'h2, von 1937 bis 1971 im planmäßigen Einsatz.
- Hv – Diese birkenholzgefeuerten Dampflokomotiven wurden hauptsächlich in den 1920er und 1930er Jahren bei Lokomo gebaut. Die ersten 15 Maschinen wurden hingegen schon 1919 von Schwartzkopff ausgeliefert.
- L1 – Tenderlokomotiven der Bauart C für den Rangierbetrieb, bis 1970 im Einsatz.
- Pr2 – Tenderlokomotiven der Bauart 2'C2'h2t, mit Ölfeuerung, ursprünglich für die estnische Staatsbahn Eesti Vabariigi Raudtee gebaut.

### Diesellokomotiven
- Dr12
- Dr13

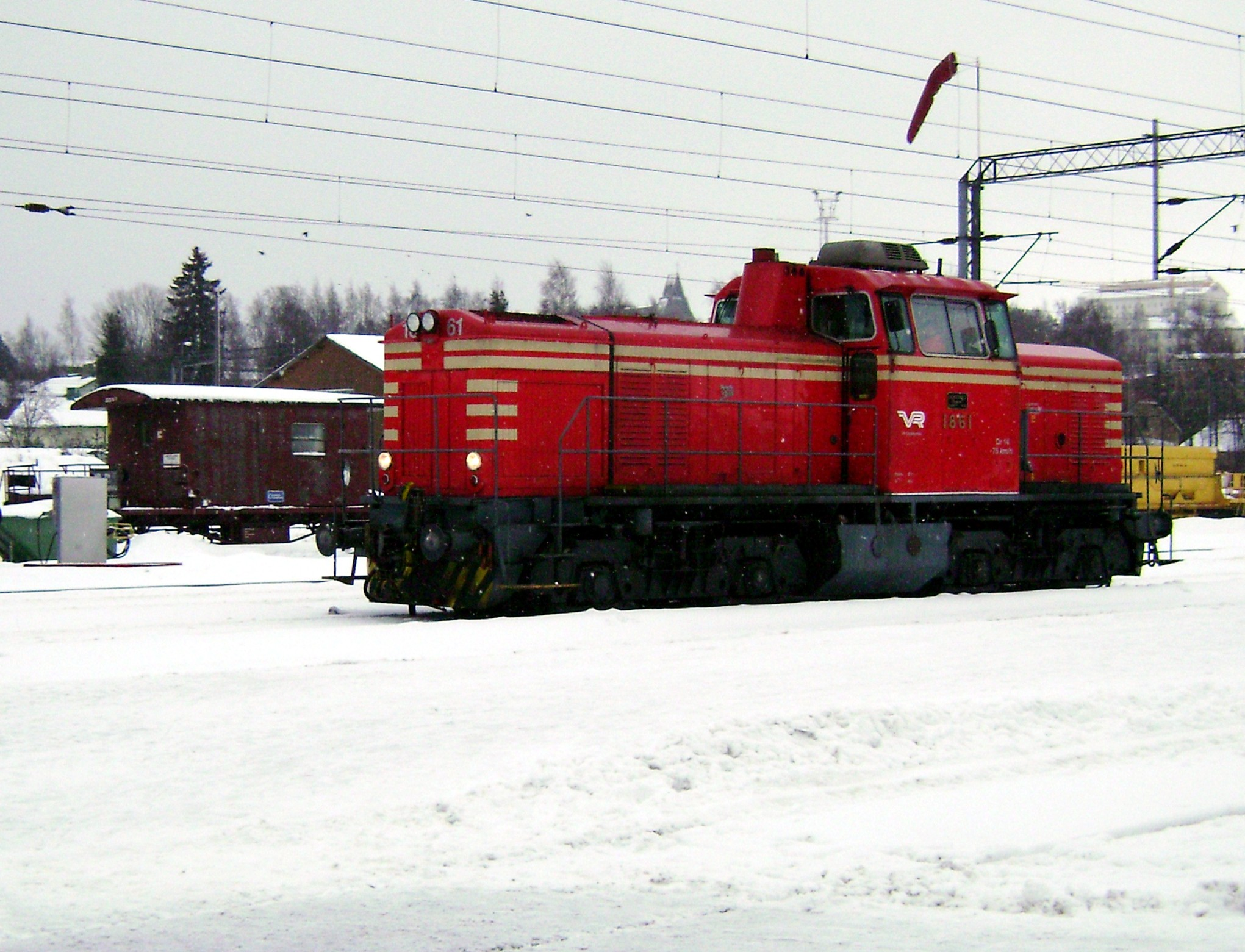
Dr14 1861 in Joensuu

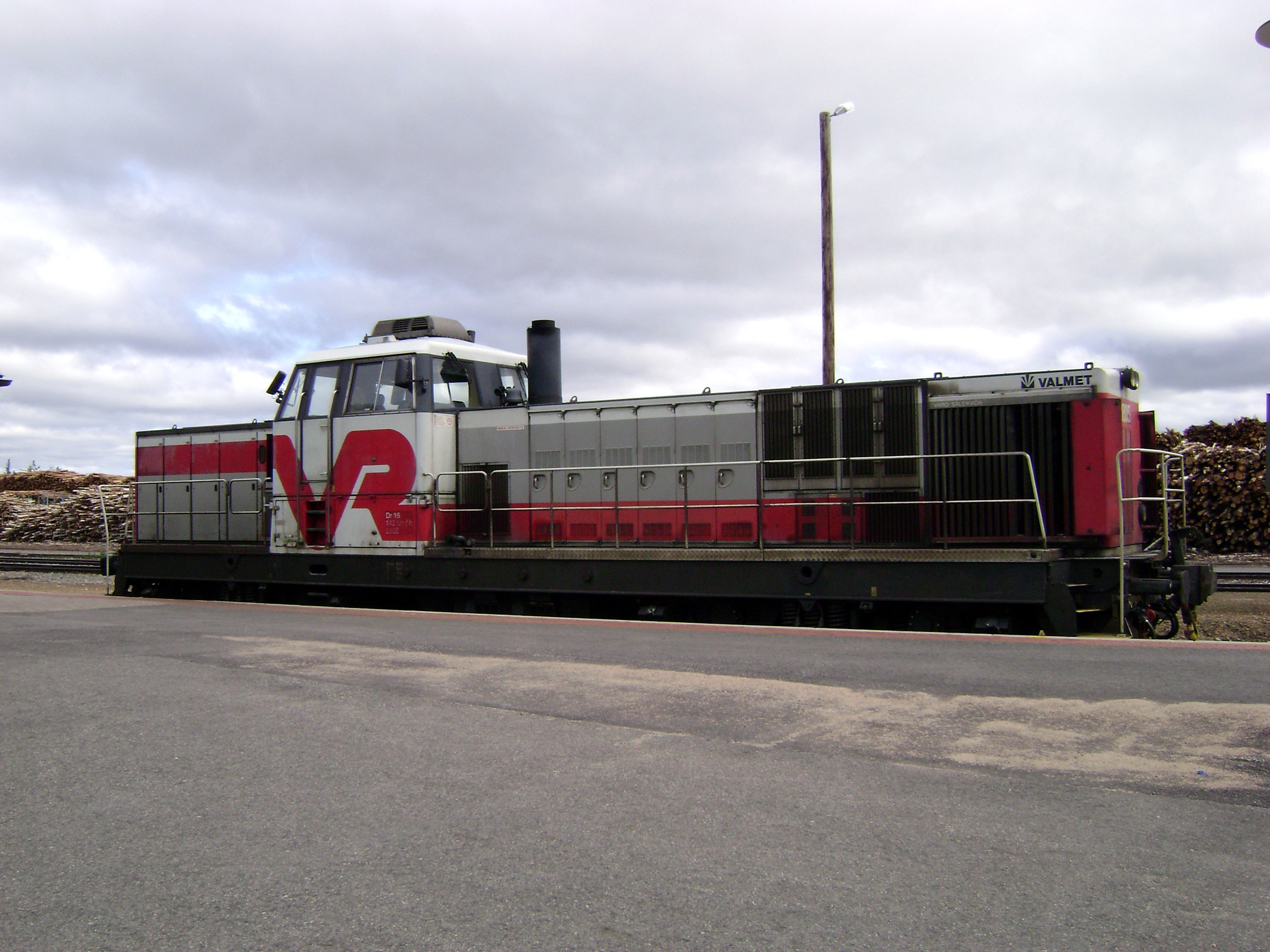
Dr16 2805 in Kolari

- Dr14 – Diesellokomotiven der Reihe Dr14 werden sehr oft auf den größten Häfen und Güterbahnhofen Finnlands eingesetzt.
- Dr16 – Zu den neueren Diesellokomotiven in Finnland gehört die Dr16. Die erste Maschine entstand 1985 bei Valmet (jetzt Transtech). Trotz oder gerade wegen neuester Technologie gab es anfangs bei dieser Baureihe einige Probleme, nicht nur wegen der niedrigen Leistung. Die Dr16 ist die erste Lokomotive mit Dreiphasenfahrmotoren. 21 Lokomotiven sind mit SEMT-Pielstick 12PA4V200 VG Dieselmotoren ausgerüstet, zwei Prototypen mit Wärtsilä-Motoren.
- Dv12 – Die 192 gebauten Lokomotiven der Baureihe Dv12 entstanden zwischen 1964 und 1984 bei Valmet (gerade Zahlen) und Lokomo (ungerade Zahlen). Sie erreichen 85 km/h im G-Gang im Güterverkehr oder 125 km/h im M-Gang im Reisezugverkehr und bilden das Rückgrat der Dieseltraktion.
- Dr19

### Triebwagen

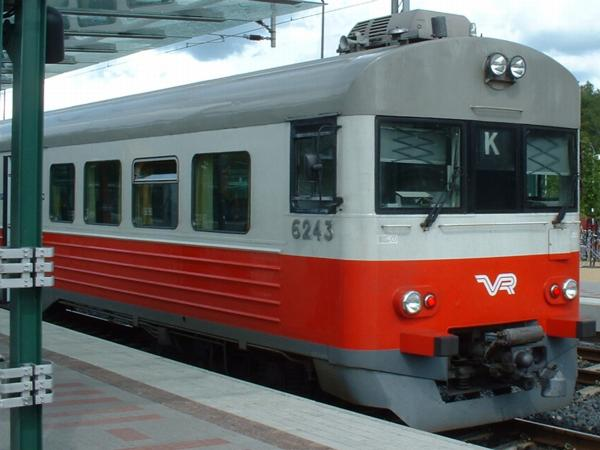
Elektrotriebzug der Reihe Sm1

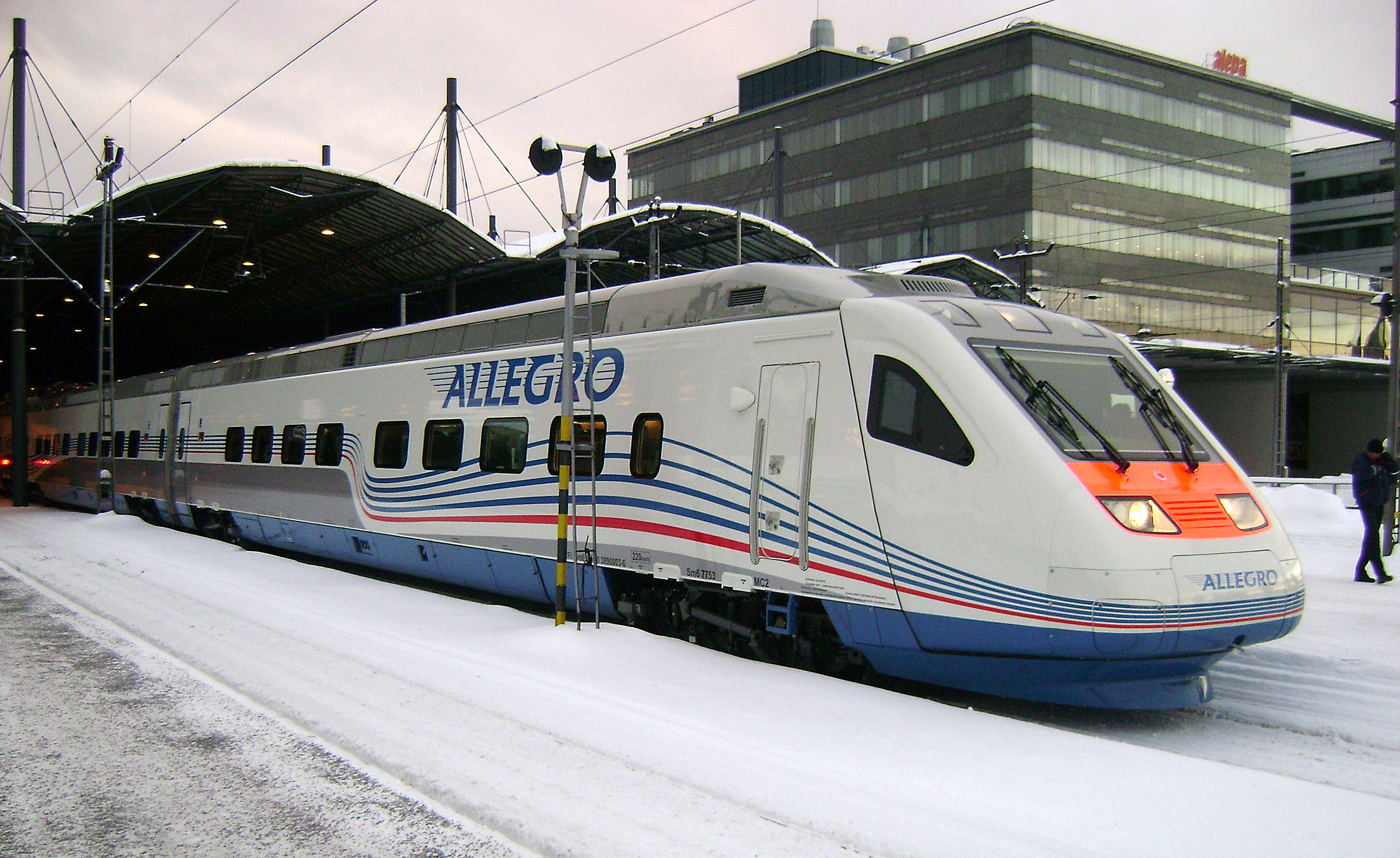
Sm6 in Helsinki

- Sm1 – In den Anfangsjahren nach den ersten Elektrifizierungen führten die Triebwagen der Reihe Sm1 den elektrischen Reisezugverkehr allein durch. Bis 2016 leisteten sie ihre Dienste bei der VR.
- Sm2 – Die Nachfolgereihe des Sm1 unterscheidet sich durch einen Leichtmetallkasten, Luftfederung der Drehgestelle und in der elektrischen Ausrüstung. Der Triebzug besteht aus einem Motorwagen Sm2 und einem Steuerwagen vom Typ Eioc. Er erreicht im Bereich von 0 bis 30 km/h eine Beschleunigung von 0,84 m/s2 (vollbesetzt) und 1,13 m/s2 (leer). Maximal sechs Sm2- und Sm1-Einheiten können gekuppelt werden, um einen Zug mit zwölf Wagen bilden. Normalerweise lassen die Längen der Bahnsteige jedoch nur fünf Einheiten aus zehn Wagen zu.
- Sm3 – Der Neigetechnik-Zug wurde seit 1995 erprobt. Die Serie Sm3/S220 stammt von Fiat, in Zusammenarbeit mit Rautaruukki-Transtech, einer finnischen Waggonfirma. Vorbild ist der italienische ETR 460 der FS. Die 220 km/h schnellen Züge wurden für die spezifischen Anforderungen der VR und den unterschiedlichen klimatischen Verhältnissen angepasst. 1997 bestellten die VR die ersten acht Serientriebzüge.
- Sm4 – moderne Triebwagen für den Schienennahverkehr in der Region Helsinki
- Sm5 – moderne Triebwagen für den Schienennahverkehr in der Region Helsinki (nur von VR betrieben, Eigentum der Firma Pääkaupunkiseudun Junakalusto).
- Sm6 – Die Baureihe Sm6 ist die Zweisystemvariante des Sm3 für den Verkehr mit Russland.
- Dm7 – von 1955 bis 1988 im Nahverkehr eingesetzte Schienenbusse.
- Dm12 – moderne Dieseltriebwagen für wenig befahrene Nebenstrecken.

### Elektrolokomotiven

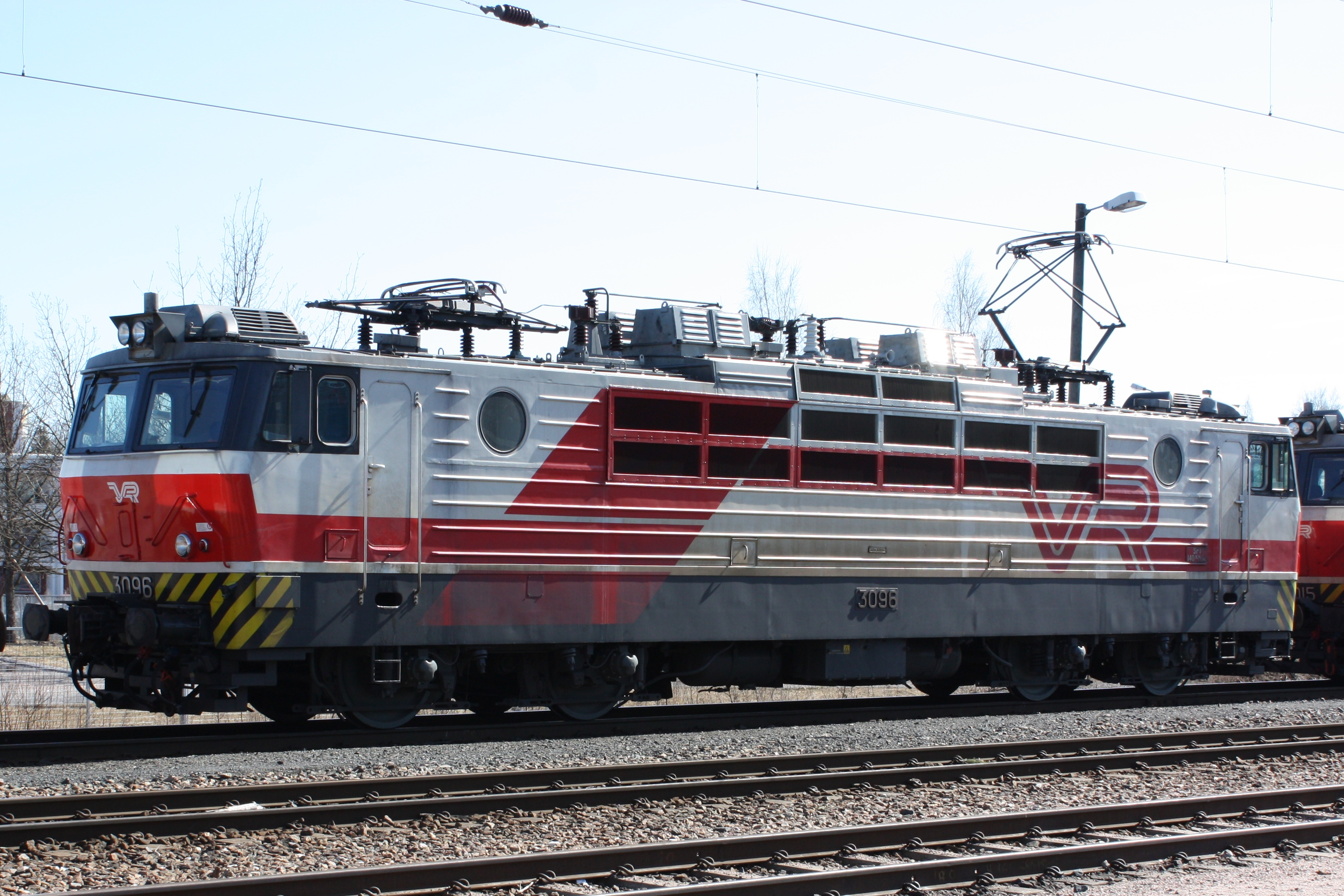
VR Sr1 3096 in Riihimäki

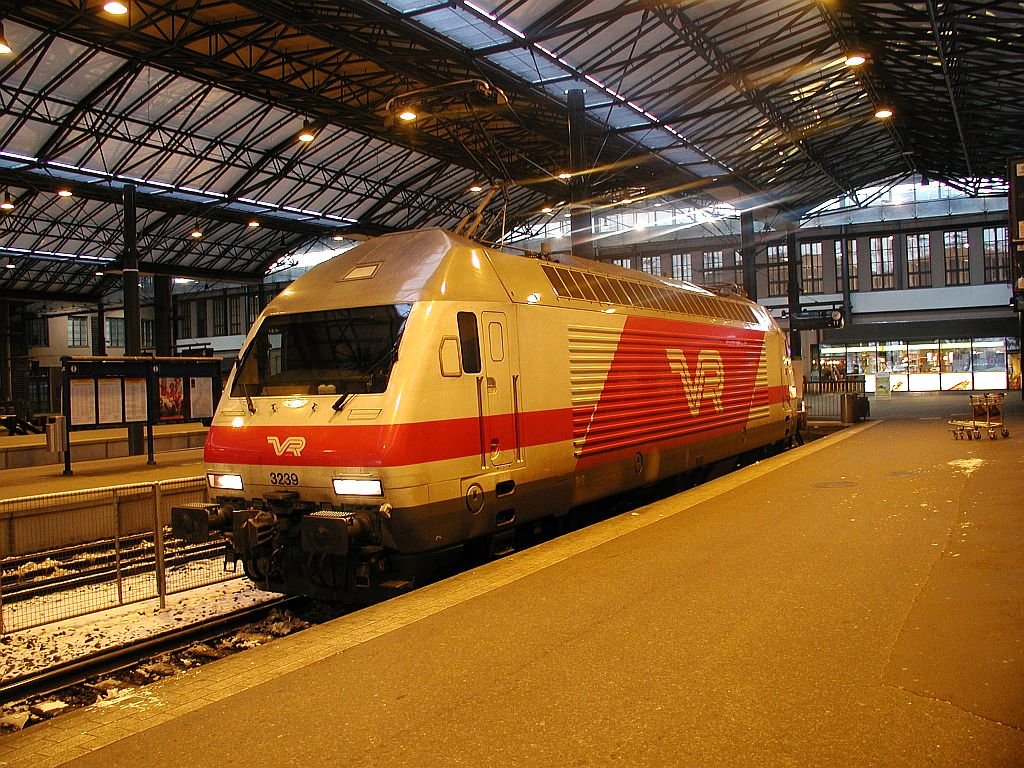
E-Lok der Baureihe Sr2

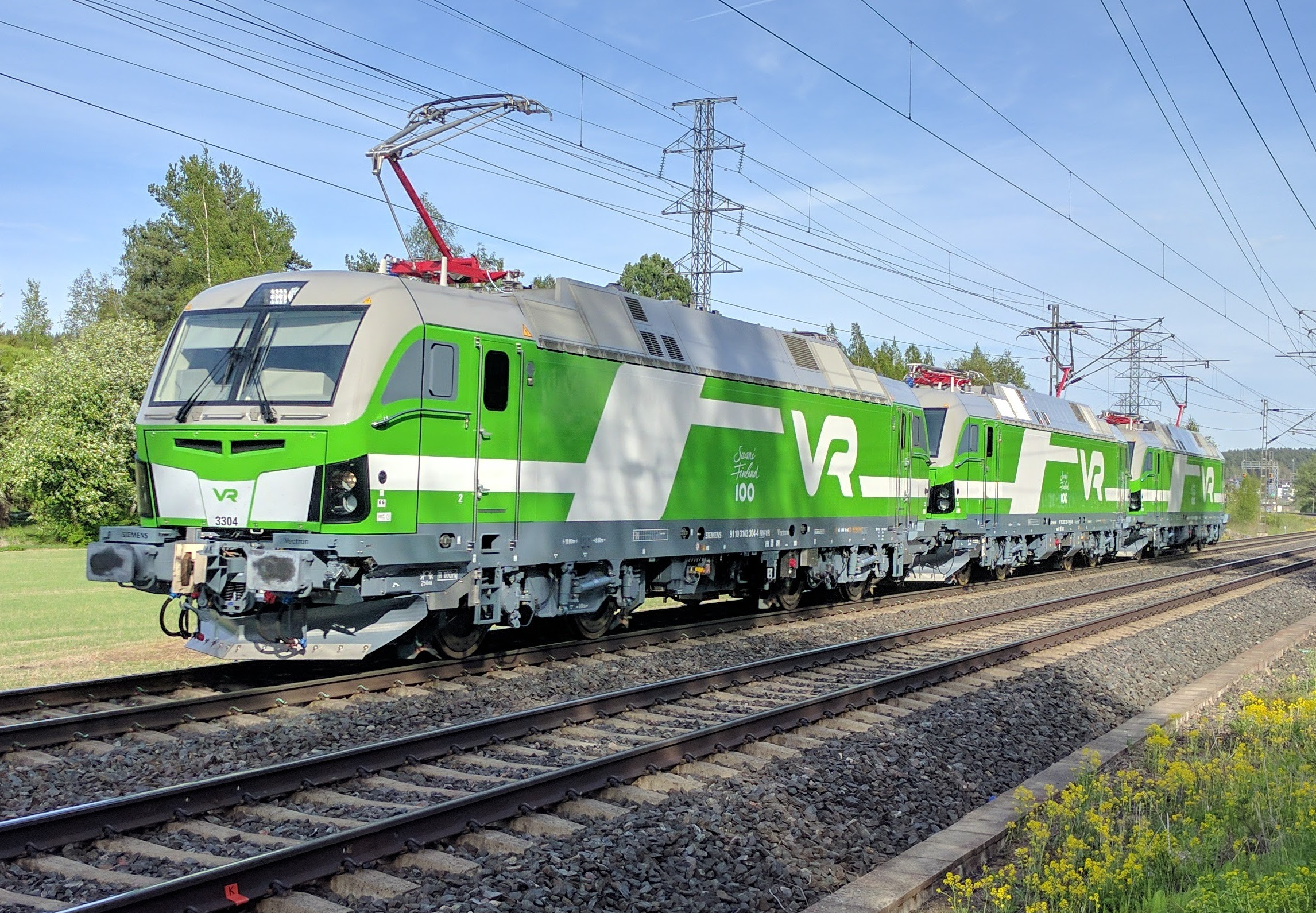
VR Sr3

- Sr1 – Die Sr1 waren die ersten elektrischen Lokomotiven in Finnland. Aus diplomatischen Gründen wurden sie in der UdSSR bestellt, aber viele elektrische Teile wurden in Finnland von Oy Strömberg Ab (jetzt ABB Finland) hergestellt. Trotz ihres finnischen Einschnittnamens Siperian susi (Sibirischer Wolf) sind sie durchaus zuverlässig gewesen. Die ersten Lokomotiven wurden im Jahr 1973 geliefert. Die Fahrzeuge haben einen Thyristor-Energienentzerrer und Gleichstromfahrmotoren.
- Sr2 – Die Sr2 ist die zweite Baureihe elektrisch angetriebener Lokomotiven in Finnland. Sie können 230 km/h erreichen, ziehen InterCity-Züge mit bis zu 160 km/h und können ebenfalls schwere Güterzüge ziehen. Über 50 % der Maschine wurde in Finnland gebaut. Die ersten 20 bestellten Exemplare wurden 1996 ausgeliefert. Am 12. Januar 1999 bestellten die VR 20 weitere Loks und am 29. Dezember 2000 noch einmal sechs Stück, so dass seit Auslieferung der letzten Lok (2003) der Gesamtbestand bei 46 liegt. Die Sr2 gehört zur 'Lok 2000'-Familie.
- Sr3 – Die VR hat 80 Siemens Vectron Elektrolokomotiven bestellt, mit der Option über weitere 97 Elektrolokomotiven desselben Typs. Die Lokomotiven werden im Zeitraum 2016 bis 2026 geliefert. 2017 begann der Einsatz im Güter- und Personenverkehr. Die Lokomotiven werden im Siemens-Werk München gebaut, die Fahrwerke im Siemens-Werk Graz. Die von der VR bestellten Vectron sind mit zwei zusätzlichen Dieselmotoren ausgestattet. Mit diesem Rangiermodul (Last-Mile) kann der Betreiber kurze nicht elektrifizierte Abschnitte (z. B. in Güterbahnhöfen oder Gleisanschlüssen) befahren.

## Bahnhöfe
VR hat 2023 beschlossen, in den kommenden Jahren 25 seiner Personenbahnhöfe zu veräußern. In Finnland gibt es insgesamt 64 Bahnhofsgebäude, die dem Personenverkehr dienen. Über die Zukunft der 25 in ihrem Besitz befindlichen Immobilien verhandeln VR vor allem mit Städten und Kommunen.